# Tipula (Lunatipula) xyrophora
Tipula (Lunatipula) xyrophora is een tweevleugelige uit de familie langpootmuggen (Tipulidae). De soort komt voor in het Palearctisch gebied.